# Ro familija GTPaza
Ro familija GTPaza je familija malih (~21 kDa) signalnih G proteina (specifično GTPaza). Ona je potfamilija Ras superfamilije. Poznato je da članovi Ro GTPazne familije regulišu mnoge aspekte intracelularne aktinske dinamike. Oni su nađeni u svim eukariotskim organizmima, uključujući kvasce i neke biljke. Ova tri člana familije su bila detaljno studirana: Cdc42, Rac1, i RhoA. Ro proteini se smatraju "molekulskim prekidačima". Oni učestvuju u ćelijskoj proliferaciji, apoptozi, ekspresiji gena, i mnogobrojnim drugim ćelijskim funkcijama.

## Istorija
Identifikacija Ro familije GTPaza je počela sredinom 1980-tih. Prvi identifikovani član Ro familije je bio RhoA, izolovan slučajno 1985 putem cDNK testiranja male oštrine. Rac1 i Rac2 su zatim bili identifikovani 1989. godine, čemu je sledio Cdc42 1990.. Osam dodatnih sisarskih Ro članova je bilo identifikovano biološkim testiranjem do kasnih 1990-ih, prekretne tačke u biologiji gde je dostupnost kompletne sekvence genoma omogućila potpunu identifikaciju genskih familija. Kod sisara, Ro familija sadrži 20 članova koji se svrstavaju u osam potfamilija: Ro, Rnd, RhoD/F, RhoH, Rac, Cdc42, RhoU/V i RhoBTB
Paterson et al. su počeli sa ubrizgavanjem rekombinantnih ro proteina u švajcarske 3T3 ćelije 1990.. Sredinom 1990-ih, procesi i efekti ro proteina su primećeni kod fibroblasta. Dr. Alan Hal, jedan od lidera u istraživanjima ro proteina, je objavio 1998. dokaze kojima je pokazao da nisu samo fibroblasti formirani procesima baziranim na ro aktivaciji, nego virtualno sve eukariotske ćelije. U pregledu iz 2006. Bement et al. su objavili prostorne zone ro aktivacije.

## Kategorizacija
Ro familija GTPaza pripada superfamiliji Ras-sličnih proteina, koja se kod sisara sastoji od preko 150 varijanti. Ro familija se sastoji od 20 članova.

## Literatura
- Nicholas C. Price; Lewis Stevens (1999). Fundamentals of Enzymology: The Cell and Molecular Biology of Catalytic Proteins (Third изд.). USA: Oxford University Press. ISBN 019850229X.
- Eric J. Toone (2006). Advances in Enzymology and Related Areas of Molecular Biology, Protein Evolution (Volume 75 изд.). Wiley-Interscience. ISBN 0471205036.
- Branden C; Tooze J. Introduction to Protein Structure. New York, NY: Garland Publishing. ISBN 0-8153-2305-0.
- Irwin H. Segel. Enzyme Kinetics: Behavior and Analysis of Rapid Equilibrium and Steady-State Enzyme Systems (Book 44 изд.). Wiley Classics Library. ISBN 0471303097.